# Danny Nucci
Danny Nucci, all'anagrafe Daniel Antonelli Nucci (Klagenfurt, 15 settembre 1968), è un attore statunitense, noto soprattutto per la sua interpretazione di Fabrizio De Rossi, l'amico italiano del protagonista Jack Dawson interpretato da Leonardo DiCaprio, nel film Titanic, diretto da James Cameron nel 1997.

## Biografia

### Vita privata
Nasce a Klagenfurt, Austria, il 15 settembre 1968 da padre italiano e da madre francese di origine marocchina. Ha due sorelle, Natalie ed Elle. Nucci cresce in Italia fino all'età di sette anni, quando si trasferisce con la propria famiglia negli Stati Uniti d'America. Dopo aver inizialmente vissuto a New York, nella fattispecie nel borough del Queens, si stabilisce al seguito dei suoi nella San Fernando Valley, California, dove frequenta le scuole, diplomandosi presso la Grant High School. È stato sposato dal 1995 al 1998 con Terre Bridgham da cui ha avuto una figlia, Savannah (1996). Dal 2003 è sposato con l'attrice Paula Marshall, da cui ha avuto un'altra figlia, Maya (2005). Marshall e Nucci hanno interpretato due amanti nel film Questo pazzo sentimento (1997).

### Carriera
Nucci è conosciuto per aver interpretato personaggi che vengono uccisi in una breve successione durante quattro differenti film d'azione degli anni '90: L'eliminatore (1996), The Rock (1996), Alive - Sopravvissuti  (1993), e Titanic (1997). È noto anche per i ruoli di Gabriel Ortega nella soap opera Falcon Crest, trasmessa dalla CBS dal 1988 al 1989, di Vincent Sforza, accanto a Marguerite Moreau, in Firestarter 2: Rekindled, di Danny Rivetti nel thriller sottomarino Allarme rosso (1995), con Denzel Washington e Gene Hackman, e di Spider Bomboni nella commedia I ragazzi degli anni '50 (1990). Ha inoltre interpretato Benny Rodriguez nel film The Sandlot: Heading Home e un ufficiale del Dipartimento di Polizia Portuale di New York nel film World Trade Center (2006).
Rilevanti le sue apparizioni televisive, che comprendono Blossom - Le avventure di una teenager, Genitori in blue jeans, Ai confini della realtà, Snoops, Just Shoot Me!, Joey, Dr. House - Medical Division, Senza traccia, Criminal Minds e The Mentalist.  Insieme a Ernie Hudson, Nucci ha recitato nella serie di breve durata 10-8: Officers on Duty.
Nel 2009 riveste il ruolo di Dante nel film di fantascienza Nephilim di Danny Wilson.

## Filmografia parziale

### Cinema
- I ragazzi degli anni '50 (Book of Love), regia di Robert Shaye (1990)
- Eroe per amore (Rescue Me), regia di Arthur Allan Seidelman (1992)
- Alive - Sopravvissuti (Alive), regia di Frank Marshall (1993)
- Allarme rosso (Crimson Tide), regia di Tony Scott (1995)
- Una madre di troppo (Im Sog des Bösen), regia di Nikolai Müllerschön (1995)
- The Rock, regia di Michael Bay (1996)
- L'eliminatore - Eraser (Eraser), regia di Chuck Russell (1996)
- Questo pazzo sentimento (That Old Feeling), regia di Carl Reiner (1997)
- Titanic, regia di James Cameron (1997)
- World Trade Center, regia di Oliver Stone (2006)
- Monster Heroes, regia di Danny Cistone (2010)

### Televisione
- Hotel - serie TV, 1 episodio (1985)
- Casa Keaton (Family Ties) - serie TV, 1 episodio (1985)
- Ai confini della realtà (The Twilight Zone) - serie TV, 1 episodio (1986)
- I ribelli della notte (The Children of Times Square) - film TV (1986)
- Giustizia violenta - film TV (1986)
- Genitori in blue jeans (Growing Pains) - serie TV, 1 episodio (1986)
- Magnum, P.I. - serie TV, 1 episodio (1988)
- Vietnam addio (Tour of Duty) - serie TV, 1 episodio (1990)
- Blossom - Le avventure di una teenager (Blossom) - serie TV, episodio 2x16 (1992)
- Il commissario Scali (The Commish) - serie TV, 1 episodio (1994)
- Ray Alexander: A Taste for Justice, regia di Gary Nelson - film TV (1994)
- Assalto a San Pedro - film TV (1994)
- Spie (Snoops) - serie TV, 13 episodi (1999-2000)
- Father Lefty - serie TV, 1 episodio (2002)
- Dr. House - Medical Division (House, M.D.) - serie TV, episodio 1x15 (2005)
- Gioco letale (Backwoods), regia di Martin Jay Weiss - film TV (2008)
- Senza traccia (Without a Trace) - serie TV, 1 episodio (2008)
- Criminal Minds - serie TV, 1 episodio (2008)
- The Mentalist - serie TV, 1 episodio (2008)
- Castle – serie TV, episodi 2x09-2x13-7x09 (2009-2014)
- CSI: NY - serie TV, episodio 6x23 (2010)
- CSI - Scena del crimine (CSI: Crime Scene Investigation) - serie TV, episodio 11x21 (2010)
- CSI: Miami - serie TV, episodio 10x15 (2012)
- Arrow - serie TV, un episodio (2013)
- The Fosters - serie TV, 88 episodi (2013-2018)
- 9-1-1 - serie TV, 8 episodi (2019-2024)
- The Offer - miniserie TV (2022)
- Dynasty - serie TV, 3 episodi (2022)

## Doppiatori italiani
Nelle versioni in italiano delle opere in cui ha recitato, Danny Nucci è stato doppiato da:
- Lorenzo Scattorin in L'incendiaria, Spie
- Fabio Boccanera in The Rock, Questo pazzo sentimento
- Enzo Avolio in The Offer, 9-1-1 (st. 6-8)
- Daniele Valenti in Eroe per amore
- Stefano Onofri in Allarme rosso
- Massimo De Ambrosis in L'eliminatore - Eraser
- Nanni Baldini in Titanic
- Mirko Mazzanti in World Trade Center
- Alberto Bognanni in Dr. House - Medical Division
- Michele D'Anca in Criminal Minds
- Francesco Sechi in Castle
- Pasquale Anselmo in CSI - Scena del crimine
- Roberto Chevalier in CSI: NY
- Alessandro Budroni in CSI: Miami
- Gianni Bersanetti in Arrow
- Franco Mannella in The Fosters
- Stefano Thermes in 9-1-1 (st. 2)
- Edoardo Nordio in 9-1-1 (st. 3-4)